# 小行星5234
小行星5234（英語：5234 Sechenov）是一颗围绕太阳公转的小行星。1989年11月4日，柳德米拉·卡拉季奇在克里米亚发现了此天体。
这颗小行星的绝对星等为177.06800等。